# Alberto Barton

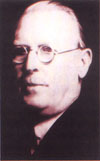
Alberto Barton

Alberto Leonardo Barton, im spanischen Sprachraum auch Alberto Barton Thompson, (* 18. Juli 1870 in Buenos Aires; † 25. Oktober 1950 in Lima) war ein peruanischer Arzt und Mikrobiologe.

## Leben und Werk
Barton wurde in Argentinien geboren, wuchs ab 1874 in Lima (Peru) auf und studierte nach dem Schulbesuch Medizin an der Universität Lima. Nach dem Abschluss erhielt er ein Stipendium für einen Studienaufenthalt in London und Edinburgh. Anschließend wurde er Chefarzt in einem Krankenhaus in Lima.
Barton beschrieb 1905 erstmals die später nach ihm als Bartonella bezeichneten Bakterien als Erreger des Oroya-Fiebers, einer Bartonellose, die bei Arbeitern an der Bahnstrecke Lima–La Oroya auftrat.